# Elephantulus fuscipes
Elephantulus fuscipes es una especie de musaraña elefante en la familia Macroscelididae. Se encuentra en el noreste de la República Democrática del Congo, el sur de Sudán del Sur y Uganda. Sus hábitats naturales son pastizales secos subtropicales o tropicales con tierras bajas.